# Cilicaea curtispina
Cilicaea curtispina är en kräftdjursart som beskrevs av William Aitcheson Haswell 1882. Cilicaea curtispina ingår i släktet Cilicaea och familjen klotkräftor. Inga underarter finns listade i Catalogue of Life.